# サンルイスオビスポ
サンルイスオビスポ（英: San Luis Obispo、発音: [sæn ˈluːəs əˈbɪspoʊ]）は、アメリカ合衆国カリフォルニア州の都市。サンルイスオビスポ郡の郡庁所在地である。人口は4万7063人（2020年）。太平洋岸セントラルコーストに沿い、サンフランシスコとロサンゼルスの中間にある。1772年に設立され、州内でも最古級の町である。サンルイスオビスポとはスペイン語で「（トゥールーズ）司教の聖ルイ」という意味である。
地元では"SLO"、"SLOタウン"、"S.L.O"、また"サンルイス"とも呼ばれ、ダン・ビューターによる全国地理書『繁栄』によれば、「アメリカで最も幸福な都市」とされている。

## 歴史

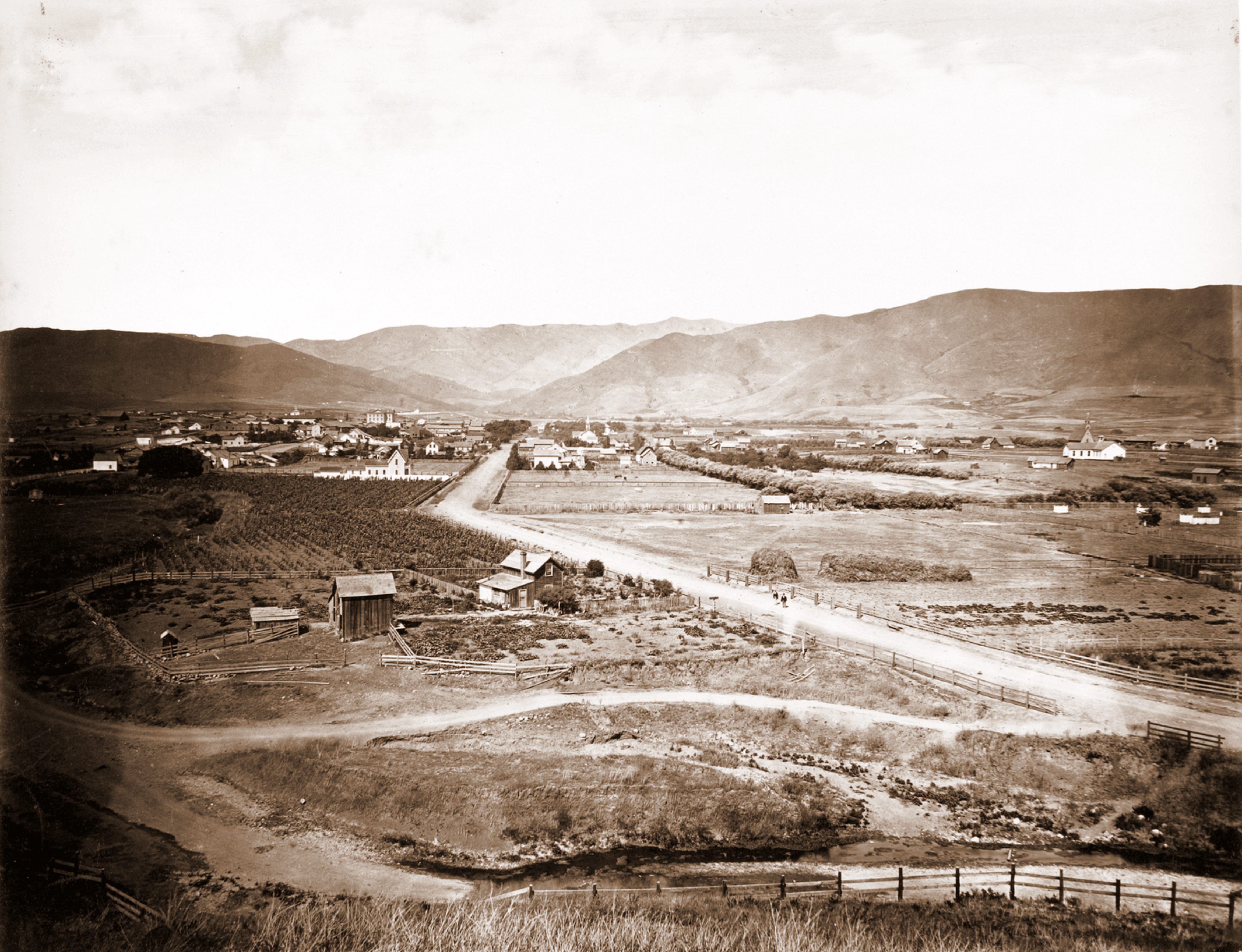
1876年のサンルイスオビスポ

サンルイスオビスポとなった地域に最初に住んだ人類はチュマシュ族インディアンであり、紀元前5,000年から10,000年の間頃に近辺に住んだとされている。最も初期の集落はサンルイスオビスポの南にあり、河口が今よりも内陸にあり海面が高かった完新世前期の地形を反映していた。チュマシュ族はセントラルコーストの入江や湾で海洋資源を採取し、ロスオソスやモロクリークにあったものなど集落のネットワークで生活していた。
1769年にガスパル・デ・ポルトラらの探検隊がこの土地を通過した。熊が多かったので、この一帯を「ロス・オソス」（oso はスペイン語で熊を意味する）と呼んだ。1772年にフランシスコ会の重視する聖人であるトゥールーズ司教の聖ルイ(en)の名を冠した「ミッション・サン・ルイス・オビスポ・デ・トロス」の建物の建設がはじまった。
メキシコ独立後、1834年にミッションは通常の小教区となり、土地は払い下げられてランチョ（大牧場）が成立した。アメリカ合衆国によるカリフォルニア征服当初、サンルイスオビスポは無法者の土地として悪名を響かせていた。
サンルイスオビスポにはかつてパーム通りやチョロ通り近辺に急成長するチャイナタウンがあった。太平洋海岸鉄道やサンルイスオビスポとパソロブレス、パソロブレスとカンブリアとを繋ぐ道路を建設するために、中国系アメリカ人のアー・ルイスが中国から労働者を連れてきた。1884年から1894年にはサザン・パシフィック鉄道を通すためにクエスタ山脈を通すトンネル工事もあった。チャイナタウンはアー・ルイスの店など中国人が所有経営するパーム通りの事業周辺に形成された。今日、ミー・ヘン・ロウのチャプスイ店がこの文化で唯一の名残であり、チャイナタウンの再活性化が企画されている。この時代の記念品となるものが幾つか、かつてチャイナタウンがあった所に建設された駐車場の1階に展示されている。サンルイスオビスポ歴史協会にも移りゆく時代の展示物がある。
車文化の高まりとともにサンルイスオビスポはアメリカ国道101号線やカリフォルニア州道1号線で人気のある立ち寄り場所だった。その人気のゆえに、1925年に世界最初のモーテルであるマイルストーン・モーテルができた。

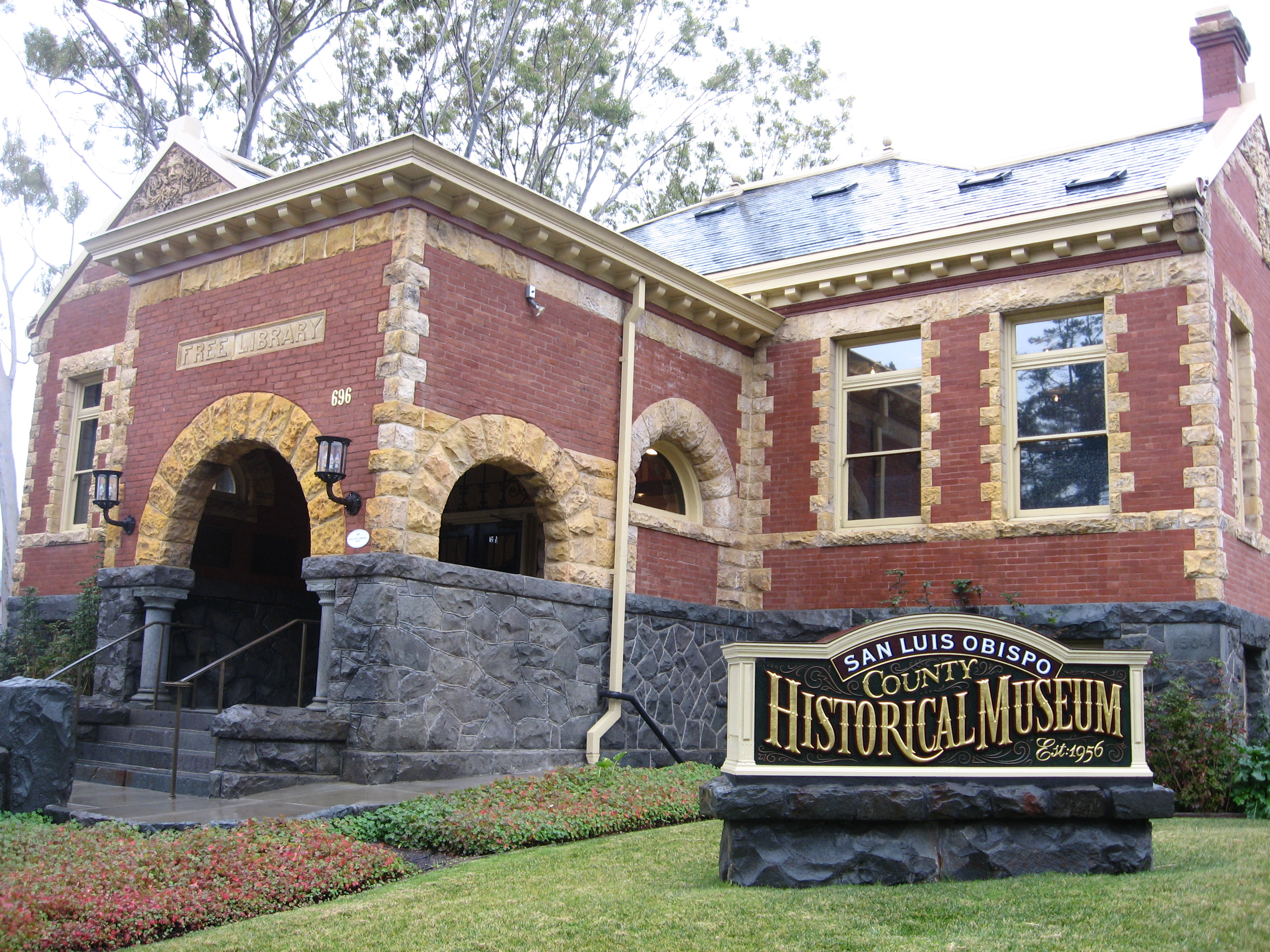
サンルイスオビスポ郡歴史博物館、元はカーネギー図書館

サンルイスオビスポの歴史的建造物の中には、モントレー通り696にある元サンルイスオビスポ・カーネギー図書館がある。この図書館は1900年代初期にカリフォルニア州の142の図書館を設立したアンドリュー・カーネギーから1万ドルの資金を得て1905年に建設されたものである。ロマネスク様式のこの建物はワトソンビルの建築家W・H・ウィークスが設計し、サンルイスオビスポの建築業者ジョセフ・マリノが建設した。W・H・ウィークスが設計したカリフォルニア州の多くの公共建築物と同様に、近くのロムポックやパソロブレスにあるカーネギー図書館と同じ様相を呈している。サンルイスオビスポのカーネギー図書館は1955年まで私立図書館として機能し、その後パーム通りとモロ通りの角にできた新しい公共図書館に機能が移された。1956年以降はサンルイスオビスポ郡歴史博物館となっている。このカーネギー図書館ビルはアメリカ合衆国国家歴史登録財に登録されている。
サンルイスオビスポ市内の最大かつ最古のボランタリー組織は サンルイスオビスポ商工会議所 であり、郡内でも最大かつ最古である。この商工会議所は独立非営利法人（市政府など他の機関に従属していない）として、その1,400人の会員の需要に応えている。105年以上にわたってサンルイスオビスポ地域の経済的健全性と会員の繁栄のために献身してきた。

## 地理

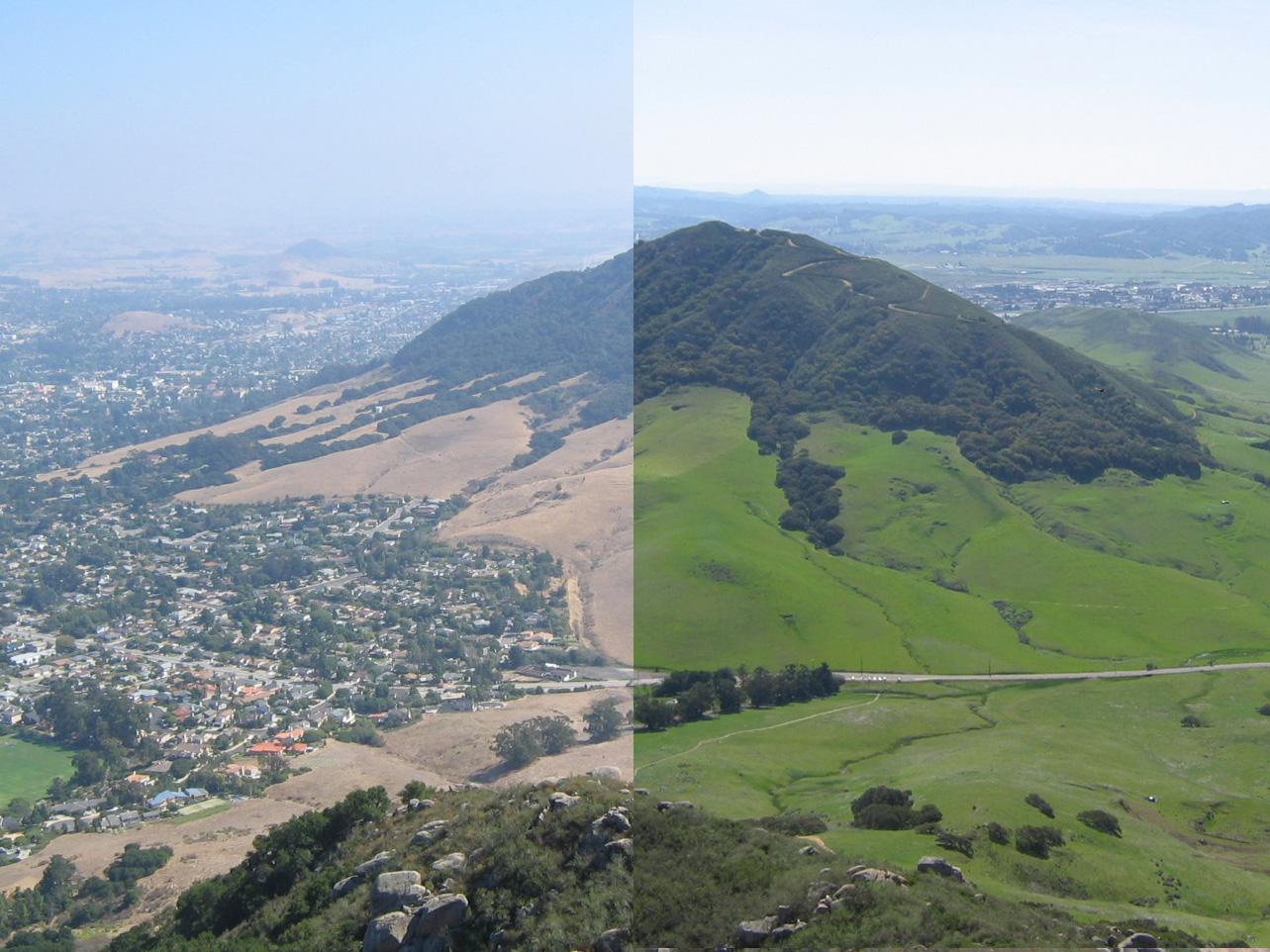
ビショップ峰からセロ・サンルイス山を望む。2006年9月（右）と2007年3月に撮影したものを合成。暑い季節と寒い季節における植生の違いは地中海性気候の特徴である。

サンルイスオビスポは北緯35度16分27秒 西経120度39分47秒 / 北緯35.27417度 西経120.66306度に位置する。アメリカ合衆国国勢調査局に拠れば、市域全面積は10.8平方マイル (28.0 km2)であり、このうち陸地は10.6平方マイル (27.5 km2)、水域は0.18平方マイル (0.5 km2)で水域率は1.66％である。
サンルイスオビスポはアメリカ西海岸のセントラルコーストに位置する。太平洋から内陸に20キロメートル入った所にある。市の直ぐ東側にはサンタルシア山脈がある。
サンルイスオビスポは地震動が活発な地域にある。サンアンドレアス断層など近くには多くの断層が存在する。丘の連なりであるナインシスターズが市内を一部通っている。地質学的には岩頸として注目に値する。9つの峰のうち6つは民衆のレクリエーションに公開されている。

### 気候
サンルイスオビスポは冷涼な地中海性気候（ケッペンの気候区分Csb）にある。年間で計測可能な降水がある日は平均50日であり、大半は冬季に降る。夏は概して暖かく日照に恵まれる。朝は太平洋岸からの霧に覆われる。冬は概して温暖だが、氷点下まで下がる日が平均して4日ある。年間を通じて気温は幅広く変化し、1月や2月に27℃まで上がることも希ではない。如何なる種類の嵐も希である。ただし2009年10月に冬には早い強力な嵐が起こり、市内に200ミリメートル近い雨を降らした。
| サンルイスオビスポの気候      | サンルイスオビスポの気候 | サンルイスオビスポの気候 | サンルイスオビスポの気候 | サンルイスオビスポの気候 | サンルイスオビスポの気候 | サンルイスオビスポの気候 | サンルイスオビスポの気候 | サンルイスオビスポの気候 | サンルイスオビスポの気候 | サンルイスオビスポの気候 | サンルイスオビスポの気候 | サンルイスオビスポの気候 | サンルイスオビスポの気候 |
| 月                            | 1月                      | 2月                      | 3月                      | 4月                      | 5月                      | 6月                      | 7月                      | 8月                      | 9月                      | 10月                     | 11月                     | 12月                     | 年                       |
| ----------------------------- | ------------------------ | ------------------------ | ------------------------ | ------------------------ | ------------------------ | ------------------------ | ------------------------ | ------------------------ | ------------------------ | ------------------------ | ------------------------ | ------------------------ | ------------------------ |
| 平均最高気温 °C （°F）        | 18.1 (64.6)              | 18.8 (65.9)              | 19.3 (66.8)              | 21.6 (70.8)              | 22.9 (73.2)              | 25.3 (77.6)              | 26.8 (80.3)              | 27.6 (81.7)              | 27.7 (81.8)              | 25.9 (78.7)              | 22.2 (72.0)              | 19.1 (66.4)              | 22.9 (73.3)              |
| 平均最低気温 °C （°F）        | 5.5 (41.9)               | 6.4 (43.6)               | 6.9 (44.5)               | 7.4 (45.4)               | 8.6 (47.5)               | 10.3 (50.6)              | 11.5 (52.7)              | 11.8 (53.3)              | 11.6 (52.8)              | 9.9 (49.8)               | 7.5 (45.5)               | 5.3 (41.6)               | 8.6 (47.4)               |
| 降水量 mm （inch）            | 134.1 (5.28)             | 137.4 (5.41)             | 113.8 (4.48)             | 33.3 (1.31)              | 11.9 (.47)               | 2.3 (.09)                | 0.8 (.03)                | 2 (.08)                  | 11.2 (.44)               | 25.1 (.99)               | 55.1 (2.17)              | 91.7 (3.61)              | 618.7 (24.36)            |
| 出典：Intellicast August 2010 |                          |                          |                          |                          |                          |                          |                          |                          |                          |                          |                          |                          |                          |

## 人口動態
以下は2009年の推計による人口統計データである。
| 基礎データ - 人口: 44,750人 - 世帯数: 18,639世帯 - 家族数: 7,697家族 - 人口密度: 1,600.0人/km2（4,144.5人/mi2） - 住居数: 19,306軒 - 住居密度: 699.3軒/km2（1,811.3軒/mi2） 人種別人口構成 - 白人: 84.1% - アフリカン・アメリカン: 1.5% - ネイティブ・アメリカン: 0.7% - アジア人: 5.3% - 太平洋諸島系: 0.1% - その他の人種: 4.8% - 混血: 3.6% - ヒスパニック・ラテン系: 11.7% 年齢別人口構成 - 18歳未満: 14.2% - 18-24歳: 33.6% - 25-44歳: 23.7% - 45-64歳: 16.5% - 65歳以上: 12.1% - 年齢の中央値: 26歳 - 性比（女性100人あたり男性の人口） - 総人口: 105.8 - 18歳以上: 106.3 | 世帯と家族（対世帯数） - 18歳未満の子供がいる: 17.7% - 結婚・同居している夫婦: 31.3% - 未婚・離婚・死別女性が世帯主: 7.2% - 非家族世帯: 58.7% - 単身世帯: 32.7% - 65歳以上の老人1人暮らし: 9.5% - 平均構成人数 - 世帯: 2.27人 - 家族: 2.86人 収入と家計 - 収入の中央値 - 世帯: 31,926米ドル - 家族: 56,319米ドル - 性別 - 男性: 41,915米ドル - 女性: 27,407 米ドル - 人口1人あたり収入: 20,386米ドル - 貧困線以下 - 対人口: 26.6% - 対家族数: 7.1% - 18歳未満: 9.3% - 65歳以上: 4.6% |

## 政治

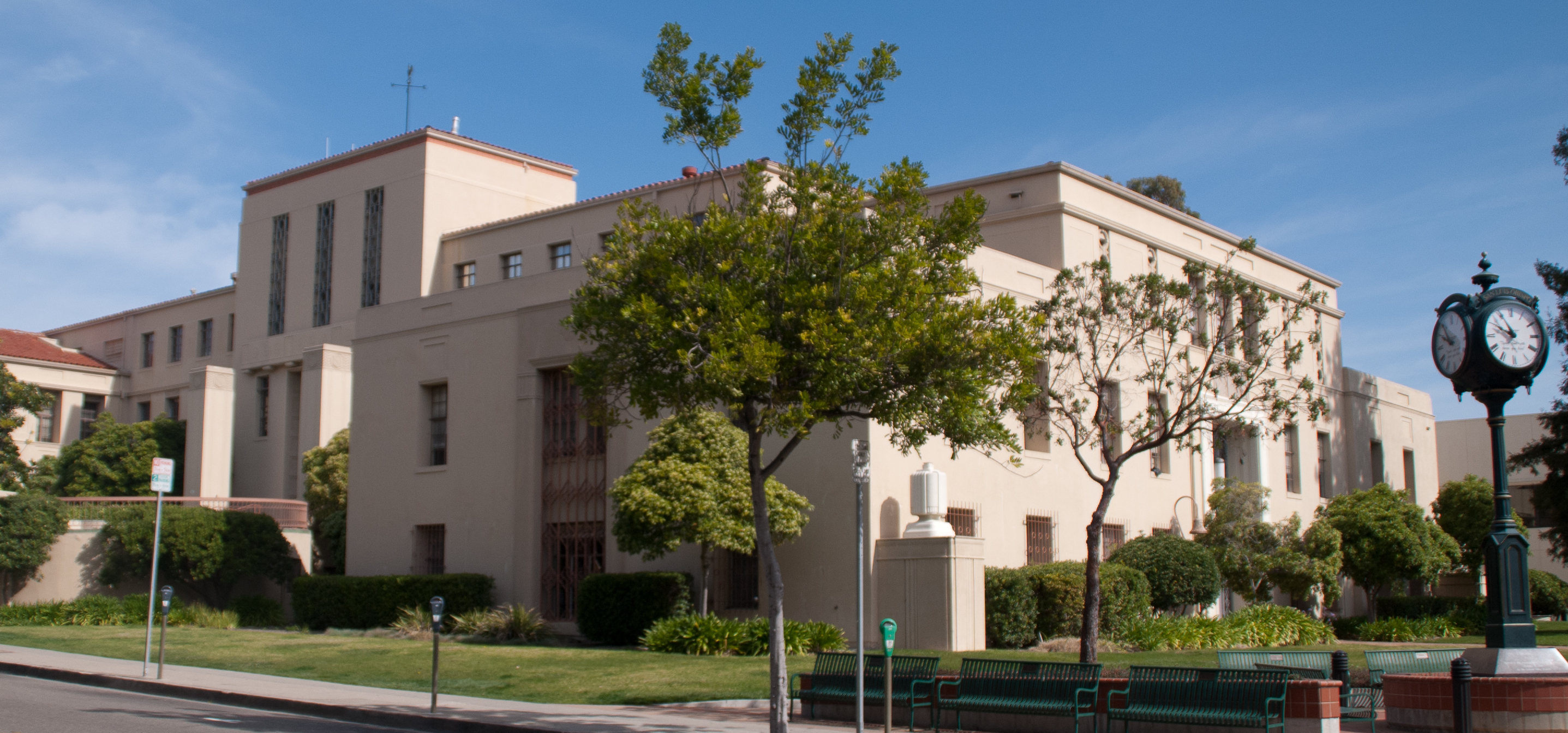
裁判所

### 市政府
サンルイスオビスポ市は自治体化された憲章都市であり、サンルイスオビスポ郡の郡庁所在地でもある。市憲章では市政委員会・市長・シティマネジャー方式を採用している。2年任期で選挙され連続する4期を超えて務めることを制限される1人の市長と、4年任期で選挙され連続する2期を超えて務めることを制限される4人の市政委員によって統治されている。

#### 消防署
サンルイスオビスポ市消防署は1872年に設立されており、現在は45人の常勤消防士と4つの駐屯所がある。3名の二次救命処置消防車中隊と4名の二次救命処置トラック中隊がある。毎日の各当番で少なくとも1人の救急医療隊員が配置されている。年間で4,500件の電話呼び出しに応じている。またバイクの救急医療隊もあり、ファーマーズマーケットなど市内の特別行事の時に使われている。消防署の4人は特別機動隊のメンバーでもあり、軽い救急装置などを積んだ救急車を使って反応している。

#### 著名な条令
1990年6月市政委員のジェリー・ライスが屋内の公共スペース全てで喫煙を禁じる条令を提案した。この条令の成立を阻止しようとしたR.J.レイノルズ・タバコ・カンパニーの試みが失敗した後、6月19日に市政委員会は4対1の票決で条令を可決した。市長のロン・ドゥニンのみが反対だった。この結果、8月2日に公共建築物全てで喫煙を禁じた世界初の都市になった。その範囲にはバーやレストランも含まれた。この条令が世界的に禁煙法を広げる切っ掛けとなってきた。2010年4月、その反喫煙条令を強化し、特定の条件を除いて全ての公共空間に拡大した。これは6月20日に実効になった。
1982年、市政委員会は公聴会を行った後で「ドライブスルー」の店の建設を禁じる条令を承認した。この禁止のためにIn-N-Outバーガーは近くのアタスカデロの町にレストランをオープンした。2008年、市政委員会は3対2の票決でこの禁止条例の延長を可決した。市内で最初のファストフード店であるマクドナルドは閉店した。
1982年、市はガソリンを売る店でアルコール飲料を販売することを禁じる条令を可決した。ただし、条令の成立前から販売していたサウスヒゲラ通りのモービルのガソリンスタンドのみ適用除外とされた。しかし、2004年に3対2の票決でこの禁止条例の廃止を決めた。
2010年4月、規則に従わない集会を規制する条令が、反対もほとんどなく市政委員会の票決も4対1で可決された。この条令では私有地で20人以上を集め、一定範囲の近隣に少なからぬ混乱を招いた者に700ドルの科料を科すものである。違法行為には過度な騒音による妨害行為、公共の場での泥酔、未成年へのアルコール供与、喧嘩、公共の場での放尿、庭や側道あるいは通りを溢れさせる群衆、その他類似する違法行為が含まれている。

### 州と連邦議会
カリフォルニア州議会では、上院の第15および下院の第33選挙区に属している。連邦議会下院ではカリフォルニア州第23選挙区に属し、クック投票動向指数では民主党+9となっている。2010年時点で州の上下院は共和党議員が、連邦議会は民主党議員が務めている。

## 経済

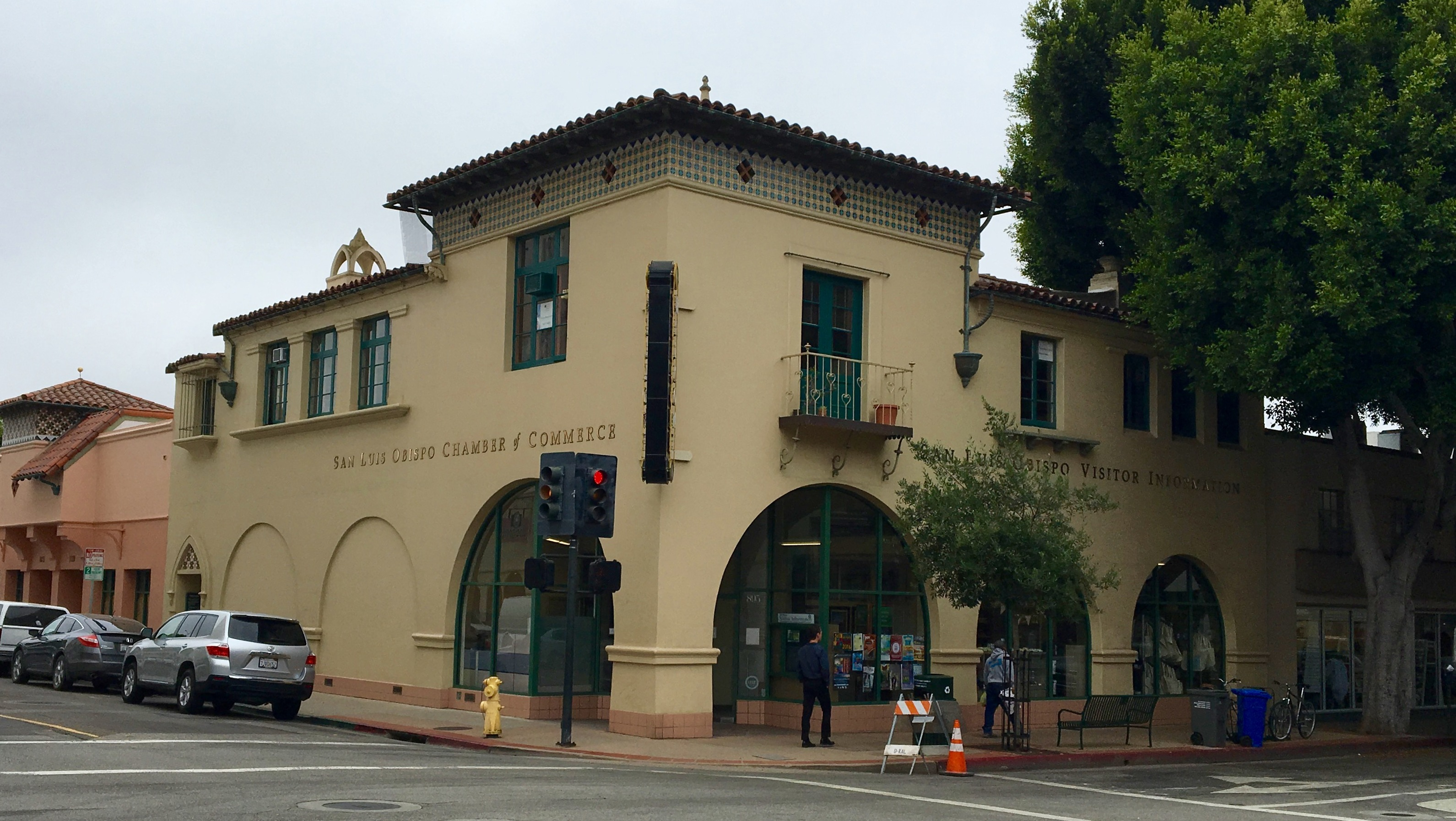
商工会議所

サンルイスオビスポの経済は正に脱工業化経済である。サービス産業経済に分類することもできる。
政府が「サービス産業」に分類するものは郡内の雇用数の38％に上るが、実際のサービス産業はもっと大きなものである。政府機関の雇用数は郡内の20.7％であり、これもサービス産業に分類できるものである。金融、保険および不動産業もサービス産業に分類できる。サービス産業と小売り産業を併せると郡内雇用数の75％になる。製造業の雇用数は郡内の6％足らずである。
市中心街は丁寧に改修されたミッション・サンルイスオビスポ・デ・トロサを中心にしている。ここには多くの選りすぐりの店やブティークもある。新しい中心街ショッピングセンターが近年追加された。コートストリートセンターとダウンタウンセンターは全国チェーンの店舗を入れている。
学生、観光客および住人などにとってこの地域の主要な魅力は、ハイキング、カヤック、サーフィン、ウィンドサーフィン、ダイビング、セイリングおよびカイトボードなど数多いアウトドアスポーツである。
1990年の映画『My Blue Heaven』は市内の商業地域で撮影された。
2003年以来、市内の南西部には幾つかの大型ショッピングセンターが開発されてきた。靴小売店のタッケンズ・シューズが市内に本社を置いている。

### 主要雇用主
サンルイスオビスポ市の包括的年間財務報告書2009年版によれば、市内の雇用主トップ10は以下の通りである。
| 順位 | 雇用主                                                                               | 従業員数 |
| ---- | ------------------------------------------------------------------------------------ | -------- |
| 1    | カリフォルニア州立ポリテクニック大学                                                 | 2,693    |
| 2    | サンルイスオビスポ郡                                                                 | 2,570    |
| 3    | カリフォルニア・メンズコロニー（州立刑務所）                                         | 2,000    |
| 4    | パシフィック・ガス・アンド・エレクトリック・カンパニー（ディアブロキャニオン発電所） | 1,719    |
| 5    | カルポリ・コーポレーション                                                           | 1,641    |
| 6    | クエスタ・カレッジ                                                                   | 1,559    |
| 7    | テネット・ヘルスケア                                                                 | 1,100    |
| 8    | サンルイス・コースタル統一教育学区                                                   | 873      |
| 9    | サンルイスオビスポ市                                                                 | 583      |
| 10   | サンルイスオビスポ郡地域社会活動協同組合                                             | 403      |

## 教育

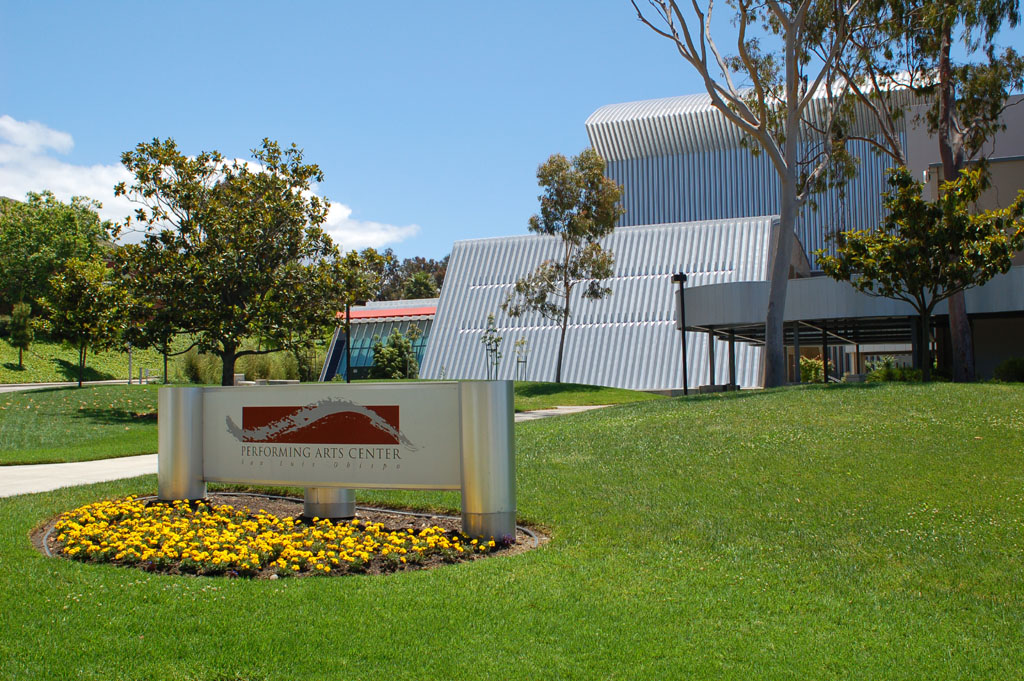
ポリテクニック州立大学

市内の公立学校は全てサンルイス・コースタル統一教育学区が管轄しており、小学校7校、中学校1校、高校1校が含まれている。市内には私立の小学校2校と高校1校もある。
市内には学生数2万人近いカリフォルニア・ポリテクニック州立大学サンルイスオビスポ校がある。近郷にはコミュニティ・カレッジのクエスタ・カレッジもある。

## 交通
サンルイスオビスポ市内にはサンルイスオビスポ郡地域空港があり、民間利用と幾つかの主要都市への商業便を利用できる。アムトラックがサンディエゴ市からのパシフィック・サーフライナーの北側終着点として、またコースト・スターライトの停車駅として、毎日旅客列車を運行している。アムトラックの列車は北のサンフランシスコ、オレゴン州ポートランド、ワシントン州シアトル、南のロサンゼルス各市を結んでいる。グレイハウンドの事務所が市内にあったが、2009年3月12日に閉鎖した。ただし、市内のレイルロード・アベニューにある乗換停留所からグレイハウンドを利用できる。
公共交通機関としては市内全体に運行される SLO トランジット のバス便と郡全体に運行される SLO 地域交通 の便がある。相乗りで公共輸送機関の利用を奨励しており、他にも自転車などが使われている。SLO トランジットの利用者は Google Transit を使って旅行計画を立てることができる。SLO カーフリー・プログラムではオンラインでバスの時刻表や自転車用地図、割引運賃、宿泊および見どころなど、車無しで休暇を楽しむための手続を1つのオンライン・サイトでできるようにしている。
アメリカ国道101号線とカリフォルニア州道1号線が市内を南北に貫く主要道路である。北はサンフランシスコ、南はロサンゼルスまでセントラルコースト沿いの都市とを繋いでいる。この2つの道路は市の南部まで道路を共有して入り、北に進むと州道1号線が海岸部のモロ湾に向かい、国道101号線は内陸部をパソロブレスに向かう。州道227号線は国道101号線の代替道路として、市内から南のアロヨグランデに向かう。
交通手段としての自転車の利用が増加している。ビル・ロールマン自転車ブールバード（モロ通り）は自転車優先となっており、自転車用信号で自動車とは分離された形で交通の流れに乗ることができる。毎週開催されるファーマーズマーケットのときは、サンルイスオビスポ郡自転車連合 が無料で自転車専用整理係を出している。2007年、アメリカ自転車愛好者同盟から自転車に優しい地域社会のシルバーレベルに指定された。
市は中心街に3階建て駐車場を運営している。中心街の通りは日曜休日を除きパーキンメーターで管理している。市の革新的な ラックス・ウィズ・プラークス 計画では中心街の駐輪場を増やし、駐車による混雑を減らしている。

## 文化

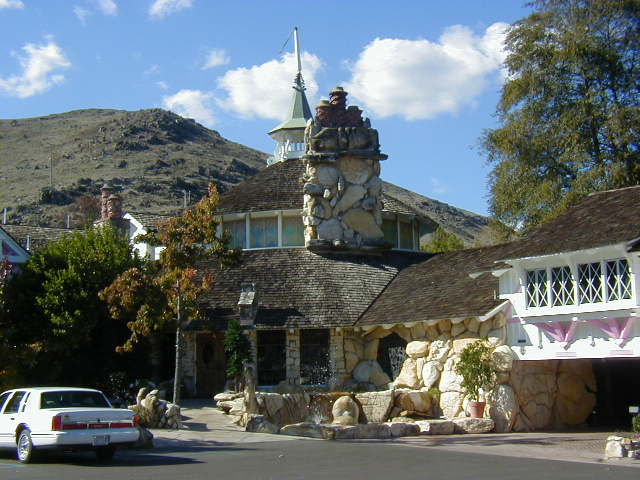
マドンナ・イン

マドンナ・インは土地の有名なランドマークである。1958年にアレックス・マドンナによって建設されたこの建物は外観が奇抜なことで有名である。1940年代からあるアール・デコ調のフレモント劇場では、現在も大スクリーンで封切り映画を上映している。主劇場の壁には壁画があり、天井にはネオンサインで光を旋回できる。パーム劇場は太陽熱暖房が施され、サンルイスオビスポ国際映画祭の会場になっている。風船ガム通りというものもある。1960年頃から人々が噛み終わったガムをこの通りの壁にくっつけてきた。サンタローザ通りとパシフィック通りの角にある医院は著名建築家フランク・ロイド・ライトが設計した数少ない商業ビルの1つである。元カーネギー図書館で現在はサンルイスオビスポ郡歴史博物館になっている建物がある。
ミシシッピ川より西では最大級であるマルディグラのパレードが市内で開催されていたが、群衆の制御とアルコールの消費に関する問題がおきて、近年は中止になった。
カリフォルニア州立ポリテクニック大学のオープンハウスであるポリロイヤルは1933年から1990年まで毎年開催されていた。1945年に食糧問題のために中断されたことがあった。この行事は学生が自分達の計画を見せ説明する機会として始められた。その起源は1904年に開催された「農民大学とピクニック・バスケット」にあった。1980年にはポリテクニック大学が「カリフォルニア州立大学システム19校の中で最も人気のある大学」になったので、ポリロイヤルは州内から10万人以上の観客を集め、1985年には126,000人にもなった。コンサート、パーティなど他の娯楽要素が追加され、毎年市には300ないし400万ドルの収入になった。
1989年のポリロイヤルの間にキャンパス外のアパートで「小暴動」が起こり、1990年の行事から「無期限に」中止された。1989年4月28日と29日の2晩に起こった暴動で、逮捕者127人、負傷者100人以上、警官の負傷者14人を出し、被害総額は数十万ドルに上った。キャンパス近くの酒店キャンパス・ボトルがアルコールを要求する酔っ払いに破壊された。2日目の夜は1日目を凌ぎ、キャンパスで開催されたコンサート会場やキャンパス外のパーティ会場を出た人々が酔っぱらって通りに溢れだした。ドゥニン市長はこの出来事を「サンルイスオビスポ市の歴史で最悪の事態」と言った。翌月曜日にドゥニン市長と大学の学長ウォーレン・ベイカーが会談し、ポリロイヤルは無期限中止とされた。ポリロイヤルという名前は2001年の「オープンハウス・プレゼンツ・ポリロイヤル」に引き継がれたが、学生と父兄のための行事としてスケールが小さくなった。
市内では他にも幾つかの行事がある。例えばオリンピック聖火リレーの寄り道、ツアー・オブ・カリフォルニア自転車ロードレース、シンコ・デ・マヨの祭（メキシコの祭、5月5日）、毎年6月のモーツァルト祭、長く続いているクリスマス・パレードなどである。その他に有名なワイン産地となったエドナ・バレーの開発がある。市の南部、車では短時間の距離にある幾つかのワイン醸造所では午後の試飲を楽しむことができる。このワイン生産地は北48キロメートルのパソロブレスから南112キロメートルのサンタイネスまで拡がっている。
夏の毎週金曜日夕刻、市民や観光客がミッションプラザで行われる無料屋外コーンサートに集まる。この行事はコンサート・イン・ザ・プラザと呼ばれている。その他注目すべき行事として、サンルイスオビスポ国際映画祭、フェスティバル・モザイック、および プレイン・エア・フェスティバル がある。
市内のヒゲラ通り、オソス通りとニポモ通りの間で毎週木曜日午後6時から9時までファーマーズマーケットが開催されている。この行事がある時は自動車が締め出され、屋台では食事や物品を販売し、様々な美術家や音楽家が公演を行う。
2000年6月から毎月第1木曜日にはバイク・ハプニング（バイク・ナイトとも呼ばれる）が行われている。ファーマーズマーケットが終わると人々はミッションプラザに自転車を持って集まる。その後交通法に従いながら中心街の主要通りを何度も周回する。この催しは人々が自分の自転車に戻り喜びを見出すことを奨励する、興味と社会生活の組み合わされたものと考えられている。毎回1つのテーマがあり、参加者はテーマに沿ったコスチュームを着用する。
市内の文化行事はカリフォルニア州立ポリテクニック大学キャンパスに建てられているクリストファー・コーエン芸能センターが一つの中心になっている。この建物は地元の事業家や個人の寄付で建設された。このセンターには、当初からあるスパノス劇場など幾つかの会場がある。ハーモンホールは1,300席で最大である。ここでは高校やカレッジの催しが行われている。地元のアーティストが劇、音楽およびダンスを公演している。このセンターができたことで、他所からも訪れる芸能人がおり、それらはサンルイスオビスポのような規模の都市としてはあまり見られない規模・種類のものである。2007年夏、ハーモンホールの側壁に組み込まれたフォープス・パイプオルガンのお披露目コンサートがあった。このオルガンの購入と設置のために300万ドルの寄付があった。

## 関係者
- ザック・エフロン、俳優
- ティム・ケネディ、総合格闘家、ブロンズスターメダル級軍人
- ロバート・ハンター、グレイトフル・デッドの作詞家
- ステファニー・ブラウン・トラフトン、陸上競技選手、2008年北京オリンピックの金メダリスト
- クリス・セイツ、サッカー選手、2008年北京オリンピックアメリカ合衆国代表選手

### サンルイスオビスポに住んでいた人物
- ジョン・アンダーソン、音楽家、イエスのリードボーカル
- アーニー・ボール、ギター奏者、起業家
- ピーター・バック、音楽家、バンドR.E.M.のギター奏者
- ジャック・ケルアック、著作家[42]
- チャック・リデル、総合格闘家
- アー・ルイス、中国系アメリカ人開拓者、事業家

### バンド
- シャーウッド、インディー・ロックバンド